# Jacques Prévert
Jacques Prevert, francoski pesnik, * 4. februar 1900 Neuilly-sur-Seine, † 11. april 1977, Omonville-la-Petite.

## Življenjepis
Rojen v Parizu. V svojem otroštvu je užival v gledelišču, saj je bil njegov oče gledališki kritik. Prevert je pisal pesmi in skladal balade s socialno in ljubezensko vsebino. V mladosti (v letih 1925–1929) je sodeloval s pisatelji nadrealisti. Med letoma 1930 in 1940 je pisal tudi filmske scenarije. Številne njegove pesmi so uglasbljene in jih pojejo kot šansone. V slovenščino so prevedene njegove knjige: slikanica Levič v kleti (1981), pravljica Pismo s potepuških otokov (1990) ter zbirka pesmi Barbara. Pesem Barbara je v februarju 2009 prevedel tudi pesnik Bruno Urh.